# Mitchell-Lewis Motor Company
Mitchell is een historisch merk van motorfietsen en automobielen.
De bedrijfsnaam was Wisconsin Wheel Works, Hamilton Avenue Racine (Wisconsin), later Mitchell-Lewis Motor Company en Mitchell Motor Car Company, 55 Mitchell Street, Racine (Wisconsin).
Dit was een Amerikaans merk dat van 1901 tot 1910 robuuste 345 cc eencilinder motorfietsen met een voor die tijd in Amerika typische, achterover hellende cilinder bouwde.
Mitchell werd in 1900 opgericht als motorfietsfabriek, maar ontstond feitelijk uit de wagenmaker Mitchell & Lewis Company Ltd. In 1903 begon met ook met de productie van automobielen. Het eerste model was een 7 pk Runabout. Mitchell bood vier-, zes- en achtcilinder modellen aan.
In 1910 werd de wagen- en automobielbouw samengevoegd in de Mitchell-Lewis Motor Co. De autoproductie eindigde in 1923 maar in 1924 werd de fabriek overgenomen door het merk Nash.

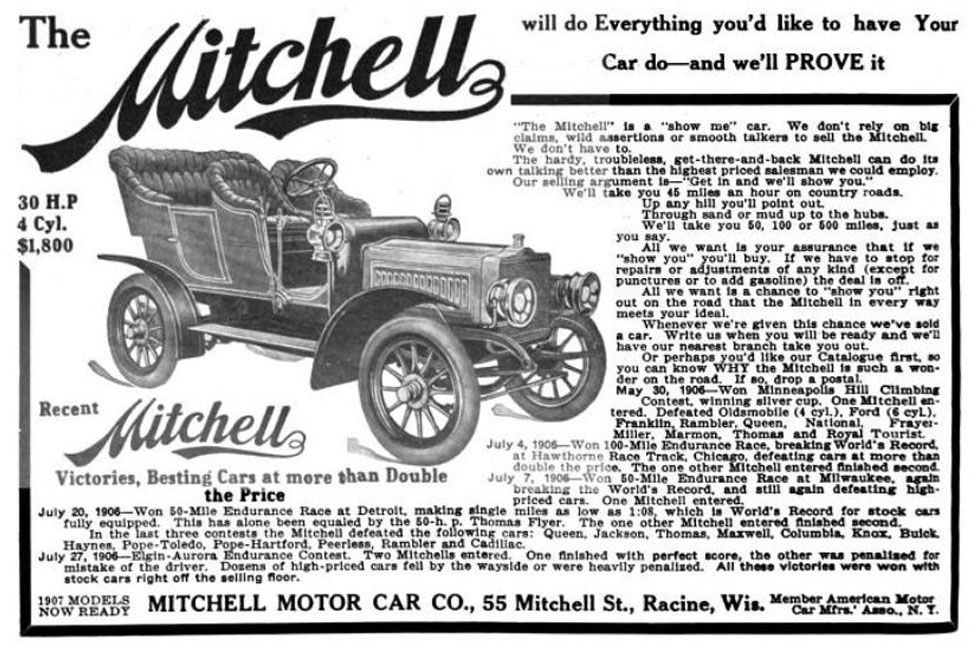
Mitchell Motor Car Company advertentie uit 1906
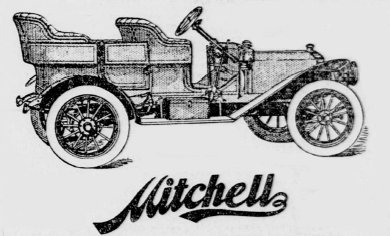
Mitchell Model K uit 1909
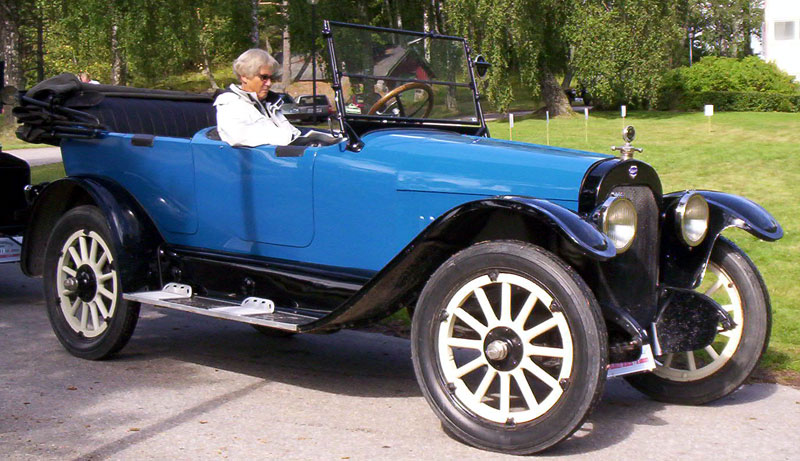
Mitchell Model E40 uit 1919
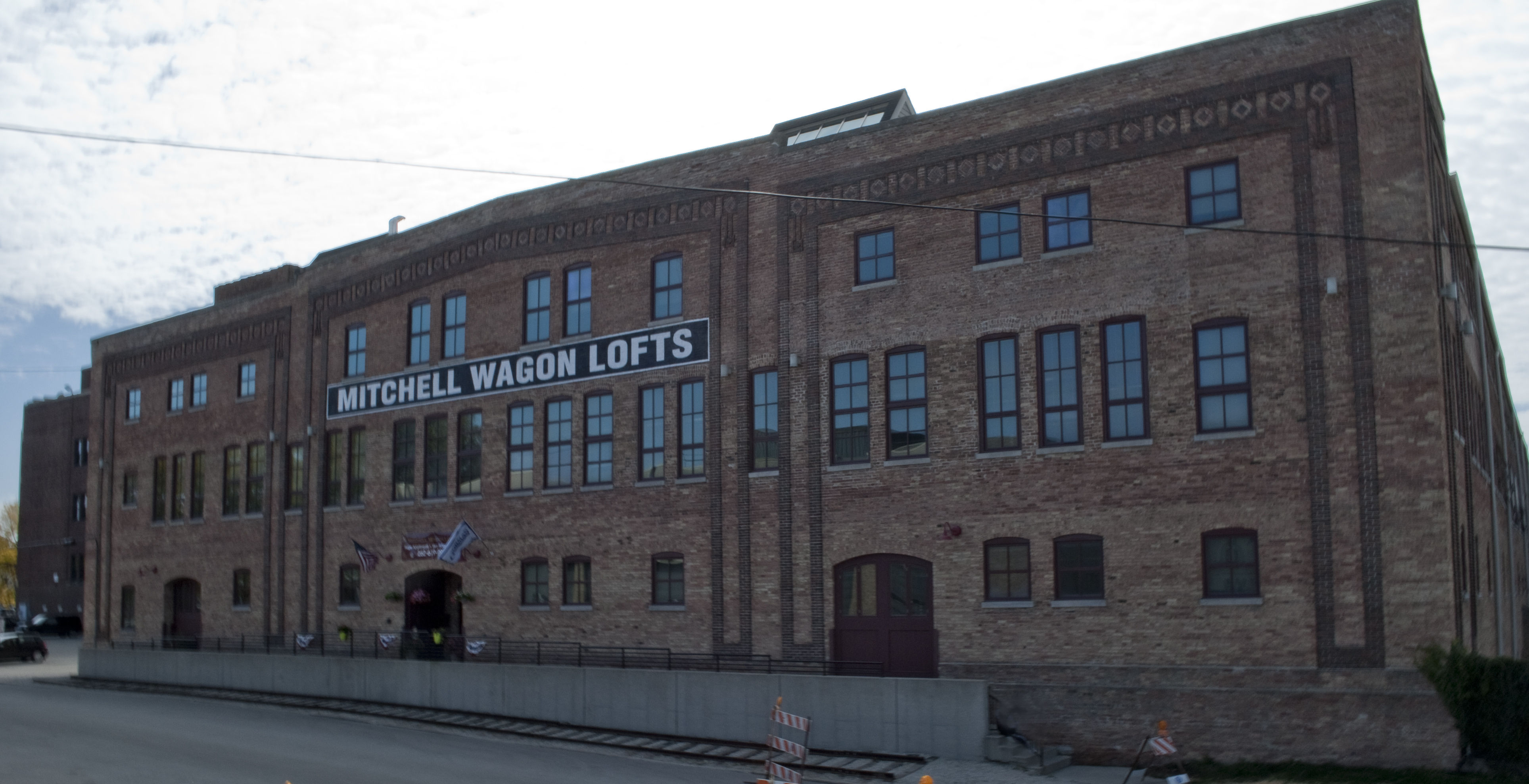
Mitchell-Lewis gebouw in Racine